# Gualmatán
Gualmatán – miasto w Kolumbii, w departamencie Nariño.